# Cibeureum Hilir
Cibeureum Hilir is een bestuurslaag in het regentschap Kota Sukabumi van de provincie West-Java, Indonesië. Cibeureum Hilir telt 11.863 inwoners (volkstelling 2010).